# Lycée Balzac
Pour l’article homonyme, voir Cité scolaire internationale Honoré-de-Balzac (Paris).
Le lycée Balzac est un établissement d'enseignement secondaire (établissement public local d'enseignement) situé en France, à Tours, dans le quartier de Grammont-Prébendes.

## Histoire
Créé en 1883, le « lycée de jeunes filles de Tours » prit le nom de « lycée Balzac » en 1935. Le bâtiment actuel fut construit par l'architecte François Chaussemiche, un élève de Victor Laloux, sous l'impulsion d'Albert Letellier, professeur du lycée de garçons de Tours (aujourd'hui lycée Descartes) et conseiller municipal. Il fut inauguré le 20 septembre 1904 par Eugène Pic-Paris, alors maire de Tours. Le lycée disposait alors d'un internat, fermé en 1962. En 1968, le lycée devient mixte. En 2008, un gymnase moderne lui est annexé, le « Caméo ». Ouvert en 1883 avec 75 jeunes filles, le lycée Balzac accueille aujourd'hui 1 180 élèves et étudiants.

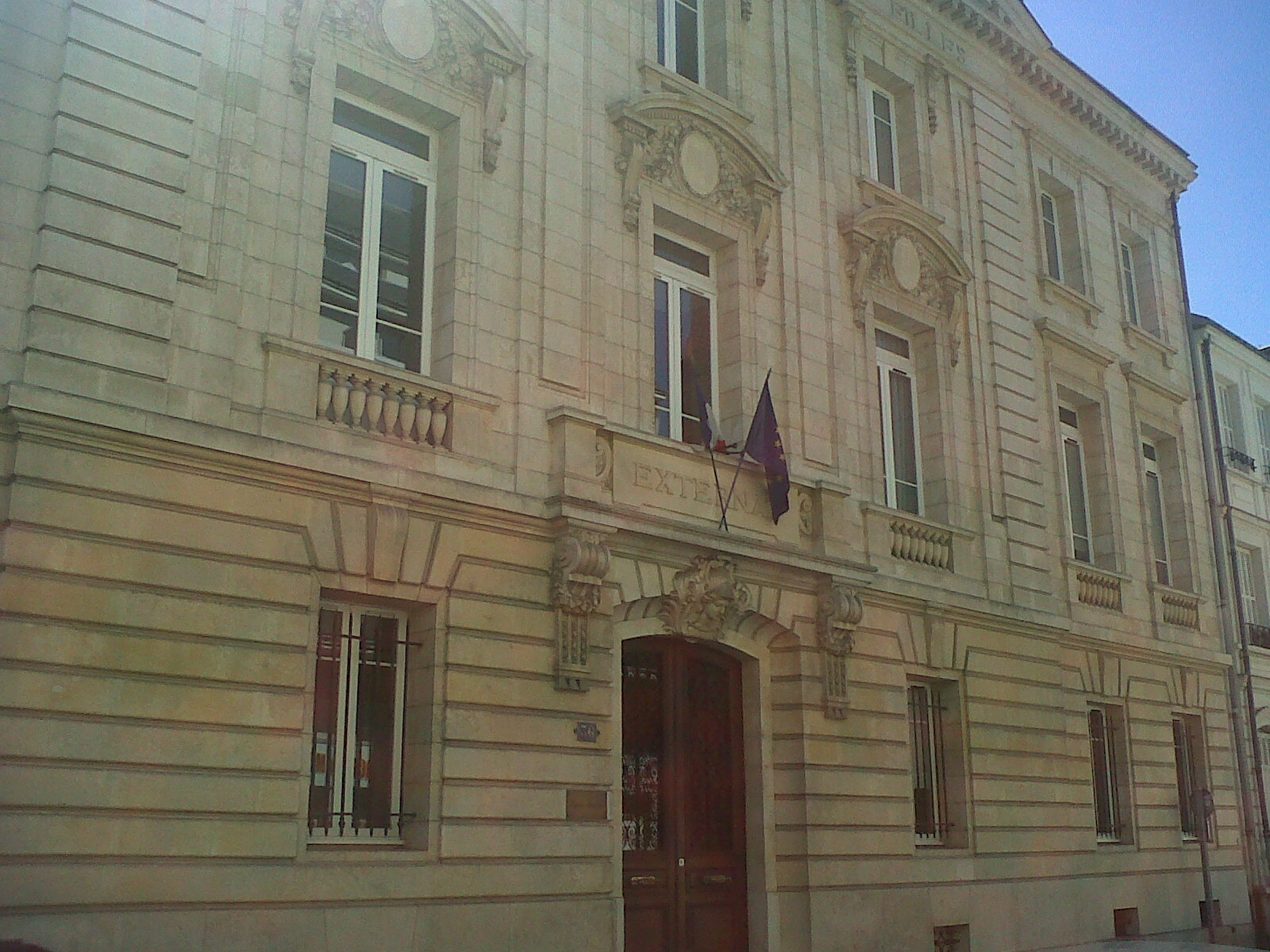
Ancienne entrée de l'externat, entrée des visiteurs et du personnel (rue d'Entraigues).

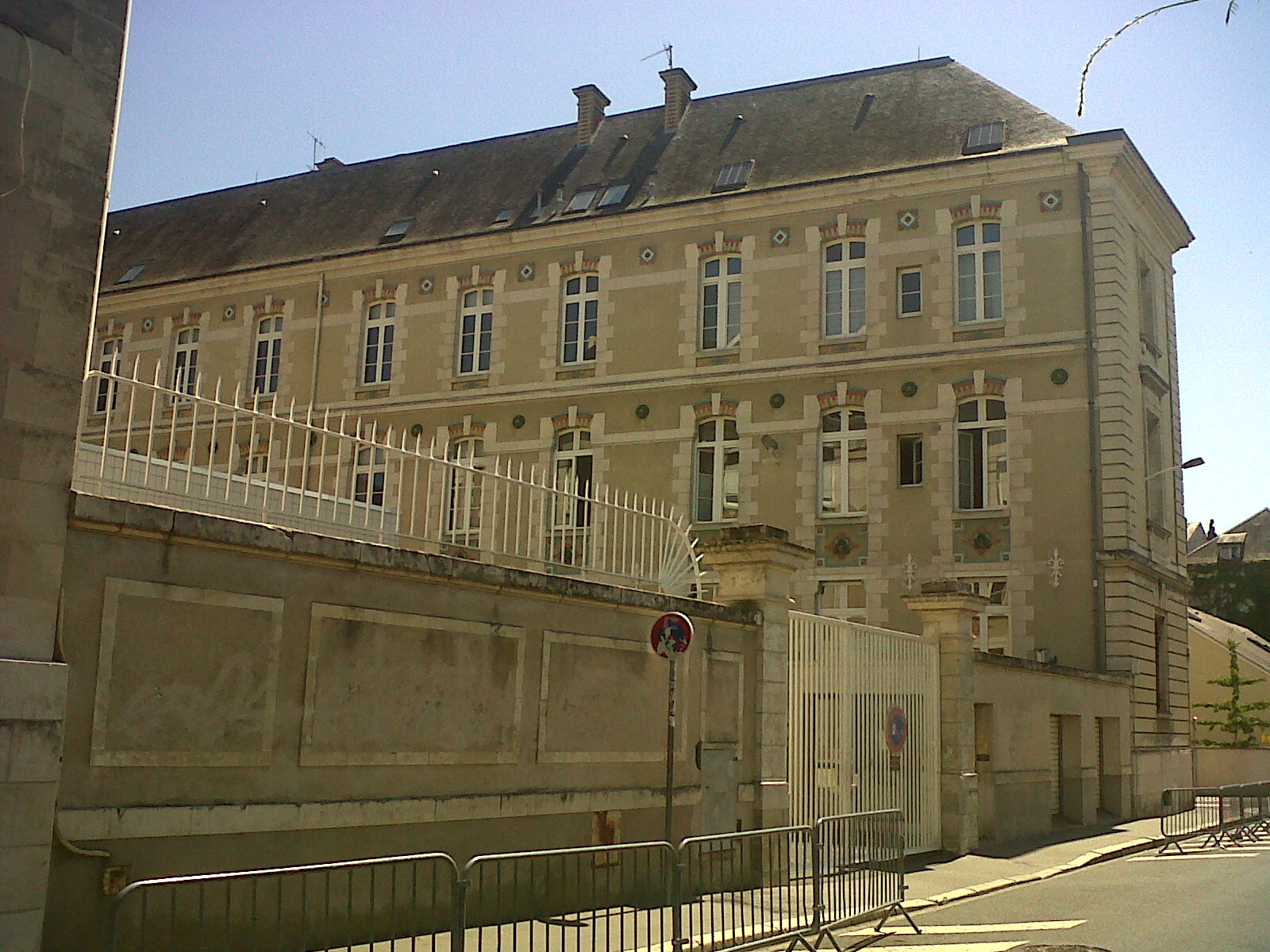
Entrée actuelle des élèves et des étudiants (rue Pinaigrier).

## Enseignements proposés

### Baccalauréat
Le lycée Balzac prépare aux baccalauréats généraux et technologiques. Les enseignements de spécialité proposés dans cet établissement à la rentrée 2019 étaient :
- cinéma audio-visuel (CAV) ;
- histoire-géographie, géopolitique et sciences Politiques ;
- humanités, littérature et philosophie ;
- langues, littératures et cultures étrangères anglaises ;
- langues, littératures et cultures étrangères espagnoles ;
- mathématiques ;
- physique-chimie ;
- sciences de la vie et de la Terre (SVT) ;
- sciences économiques et sociales (SES).

Pour la voie technologique, la série proposée est la série « sciences et technologies du management et de la gestion » (STMG).

### Post-Bac
L'établissement propose un Brevet de technicien supérieur - Management commercial opérationnel (MUC).

## Classement du lycée
En 2015, le lycée se classe 5e sur 18 au niveau départemental quant à la qualité d'enseignement, et 829e au niveau national. Le classement s'établit sur trois critères : le taux de réussite au bac, la proportion d'élèves de première qui obtient le baccalauréat en ayant fait les deux dernières années de leur scolarité dans l'établissement, et la « valeur ajoutée » (calculée à partir de l'origine sociale des élèves, de leur âge et de leurs résultats au diplôme national du brevet).

## Personnalités liées au lycée
- La linguiste Renée Balibar (1915-1998) y a enseigné[4] ;
- Artemisia Toussaint (2002-), actrice française.